# Biserica de lemn din Lăpuș

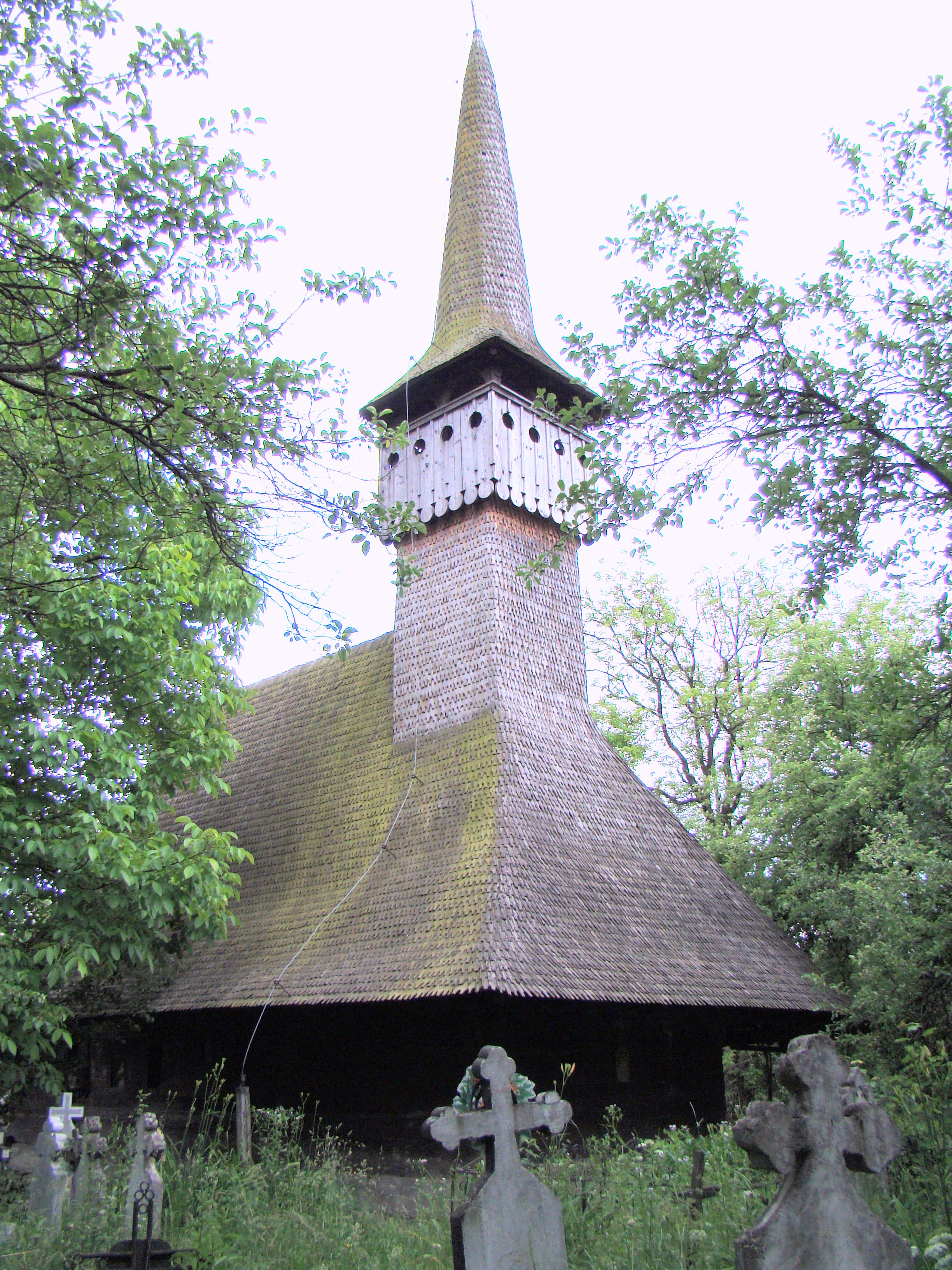
Biserica de lemn „Adormirea Maicii Domnului” din Lăpuș, comuna Lăpuș, județul Maramureș, foto: iunie 2009.

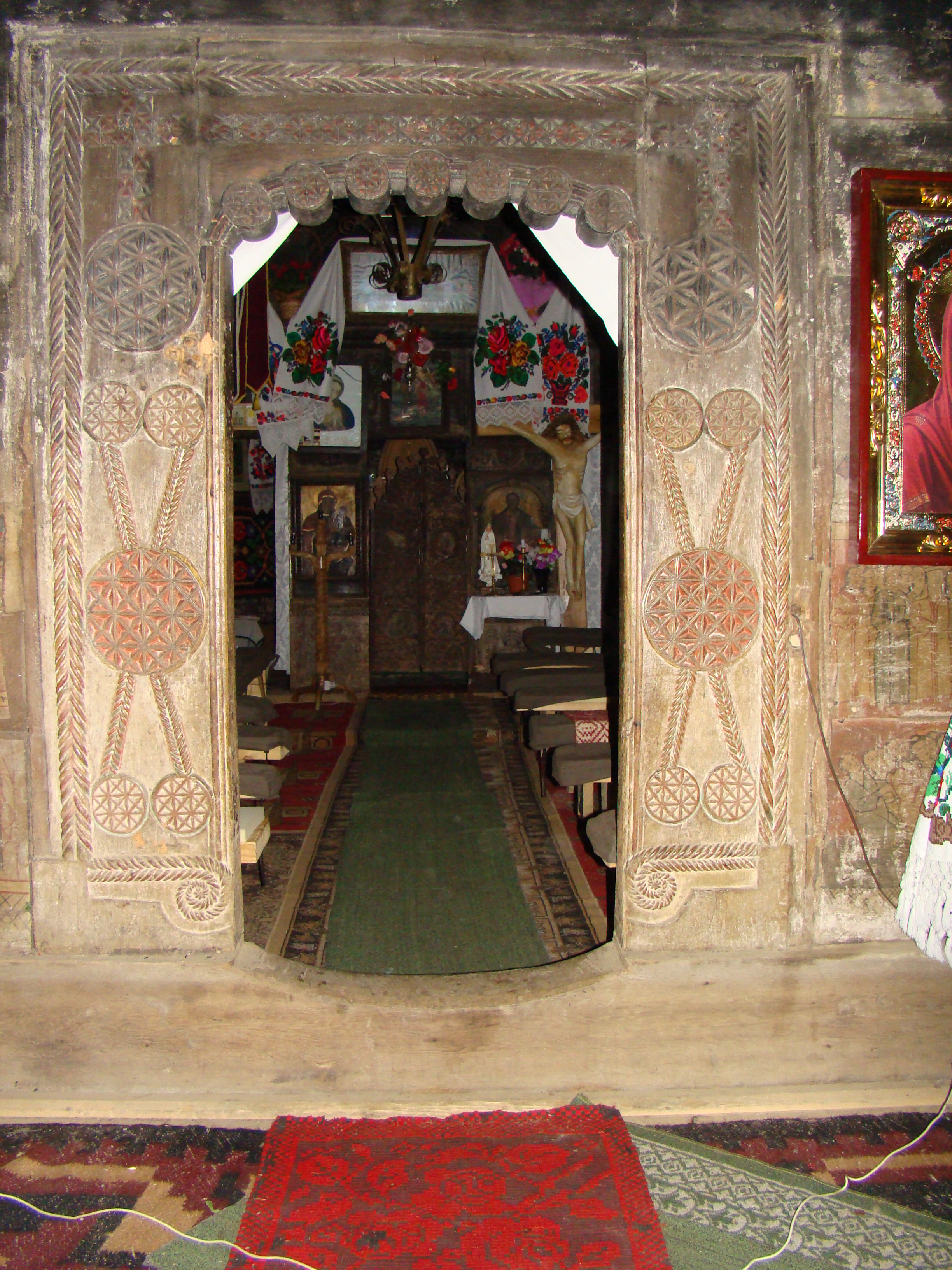
Portalul interior

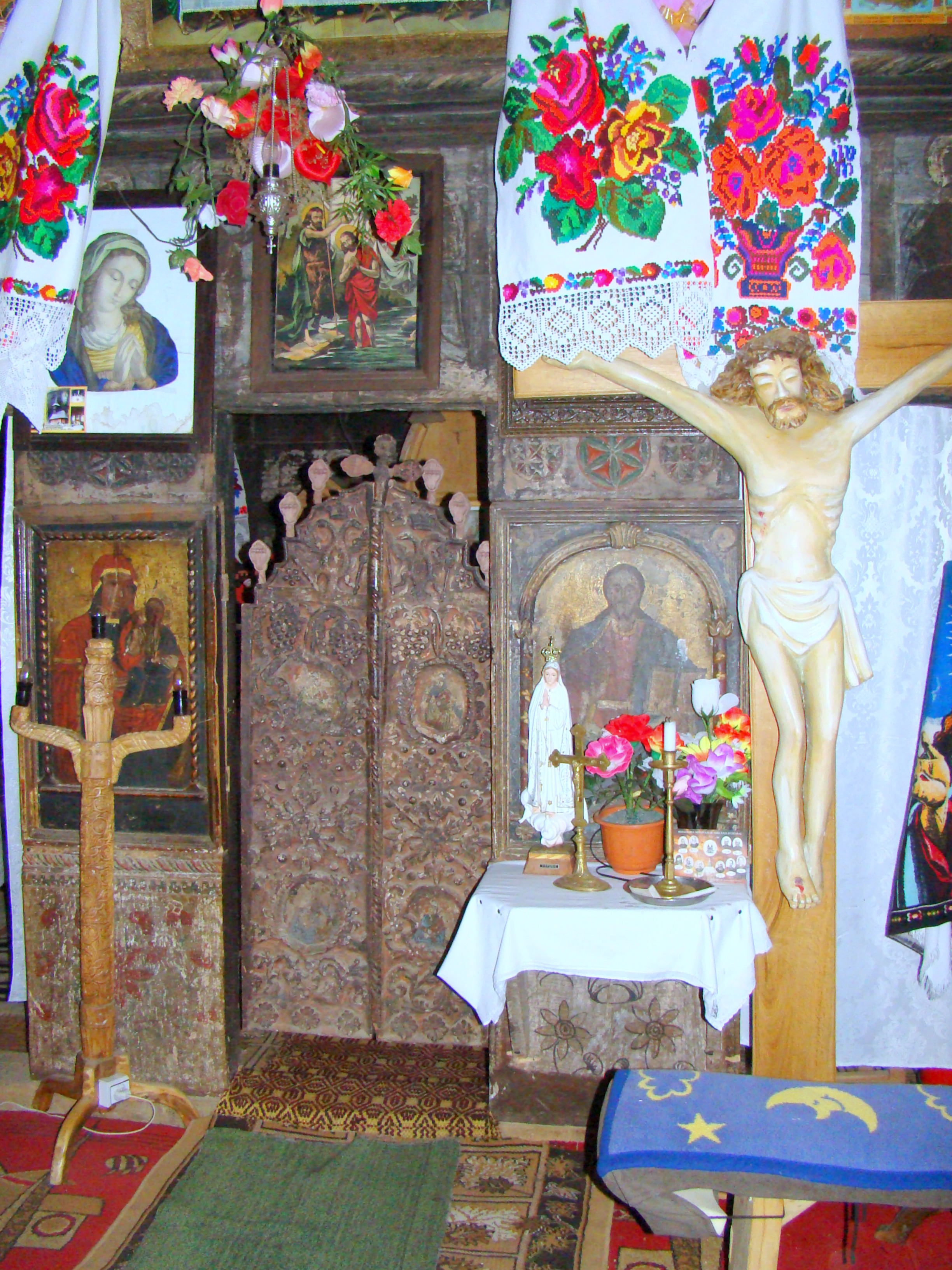
Icoanele şi uşile împărăteşti

Biserica de lemn din Lăpuș, comuna Lăpuș, județul Maramureș datează din anul 1697. Are hramul „Adormirea Maicii Domnului” și figurează pe lista monumentelor istorice, cod LMI MM-II-m-A-04811.

## Istoric
Așezare românească dintre cele mai vechi, fost sediu de protopopiat, comuna Lăpuș a avut două biserici de lemn: a nemeșilor, situată pe un deal, și a iobagilor, în vale, lângă drum. În prezent există doar o biserică de lemn, cea de pe deal.  Este o construcție de dimensiuni modeste, atât în plan cât și în elevație, cu absida altarului poligonală și nedecroșată și cu intrarea plasată pe fațada sudică, fațadă de-a lungul căreia există și un pridvor ce servește ca adăpost pentru masa pomenilor (acest tip de pridvor constituie un caz unic în regiune).
Decorul exterior este relativ sărac, reducându-se la motivele crestate pe ancadramentul portalului. În schimb, ornamentul sculptat apare în interior, înfrumusețând grinzile de la nașterea bolții, dublourile și ancadramentul ușii de acces în naos, piesă remarcabilă, de mare valoare artistică. Ușile împărătești sunt și ele sculptate, cu motive cu flori și ciorchini, iar în partea dinspre altar sunt pictate și datate: „aceste sventile uși ... 1742 msțe genva 23”.
Din pictura murală ce acoperea întreg interiorul bisericii se mai păstrează doar cea din pronaos (exceptând tavanul care e nou), ilustrând tema Judecății de Apoi, într-o suită de scene mărunte cu caracter de miniatură. Scenele încadrate în chenare dreptunghiulare sunt dispuse în registre suprapuse. Peretele nordic înfățișează figura centrală a Judecății, Iisus Hristos reprezentat în mandorlă și înconjurat de numeroase cete de apostoli, patriarhi, cuvioși,  mucenici și „neamuri ale pământului”. Pe peretele vestic, în dreapta este redat raiul, mai jos iadul cu chinurile sale, iar în stânga figurează o scenă mai rară, cunoscută sub denumirile de „roata lumii”, „fortuna labilis”, sau în erminii „zădarnică lumea aceasta”. Este o roată cu opt spițe, fiecare spiță având la extremitate câte o figură umană, câte o cifră reprezentând vârste ale omului și câte o inscripție ca de pildă: la 25 de ani, „desfătată e lumea”, la 40 „cine-i ca mine”, la 60, „o lume cum m-am înșelat”. Pe peretele estic sunt pictate, fapt neobișnuit, episoade din Patimi.  Sub tavan, de-a lungul unei grinzi, se pot vedea urmele indescifrabile ale unei inscripții. Citită pe la 1900, inscripția menționa că biserica a fost zugrăvită în anul 1697, pe timpul principelui Mihai Apafi al II-lea.
În ceea ce privește construirea bisericii, cert e doar faptul că la 1733 ea exista deja.  Planimetria, elevația și în special proporțiile reduse ale turnului pledează pentru o datare anterioară secolului al XVIII-lea.  După tradiția locală, biserica ar fi suferit un atac al tătarilor, cu care ocazie, pentru a pătrunde în naos,  năvălitorii ar fi încercat să taie o bucată din ușă, tăietură vizibilă sub stratul de pictură, deci anterioară anului 1697. O năvălire a tătarilor în aceste sate a avut loc în anul 1661. Dacă se admit aceste argumente, biserica a fost ridicată înaintea anului 1661.

## Imagini din exterior

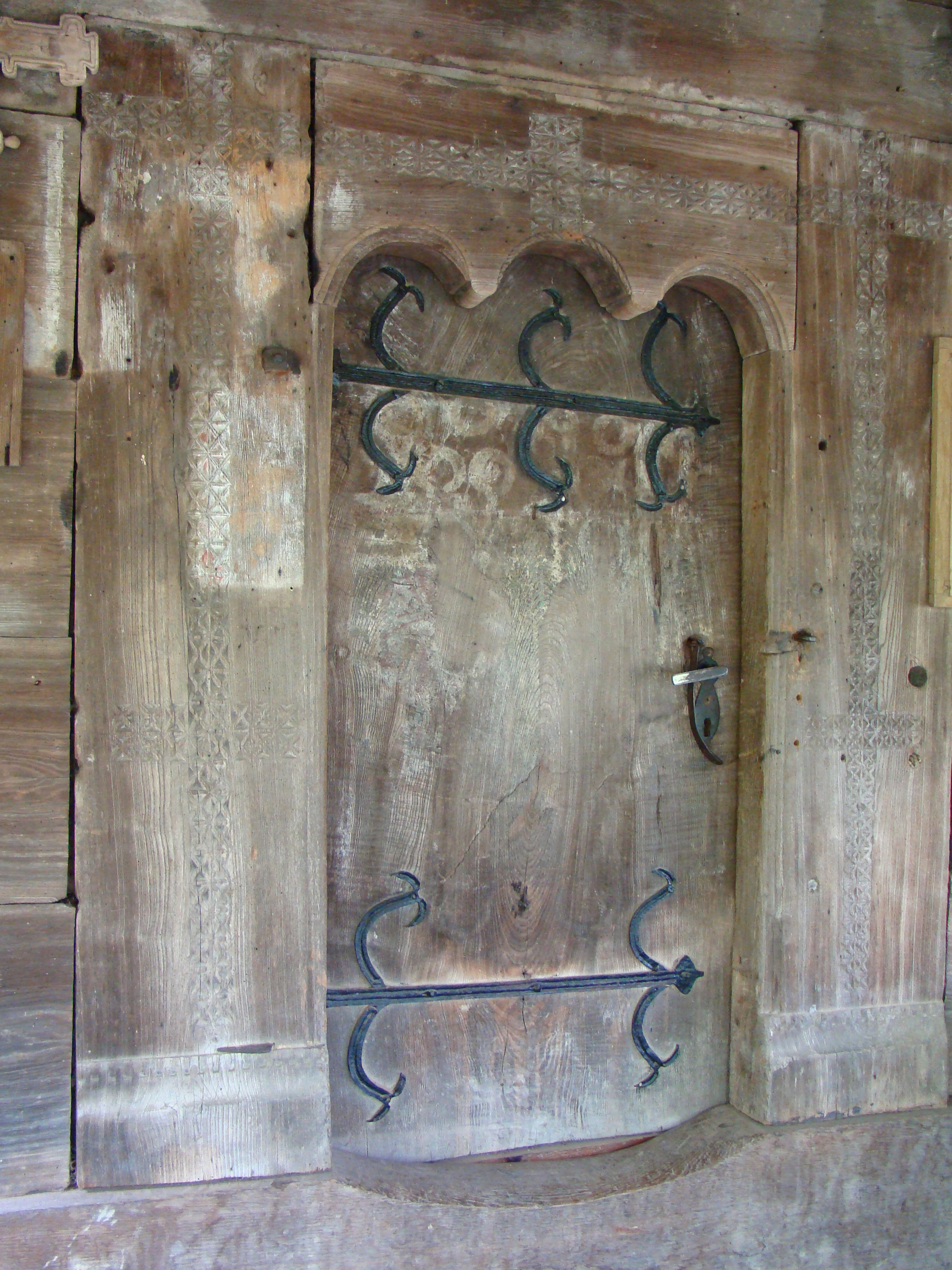
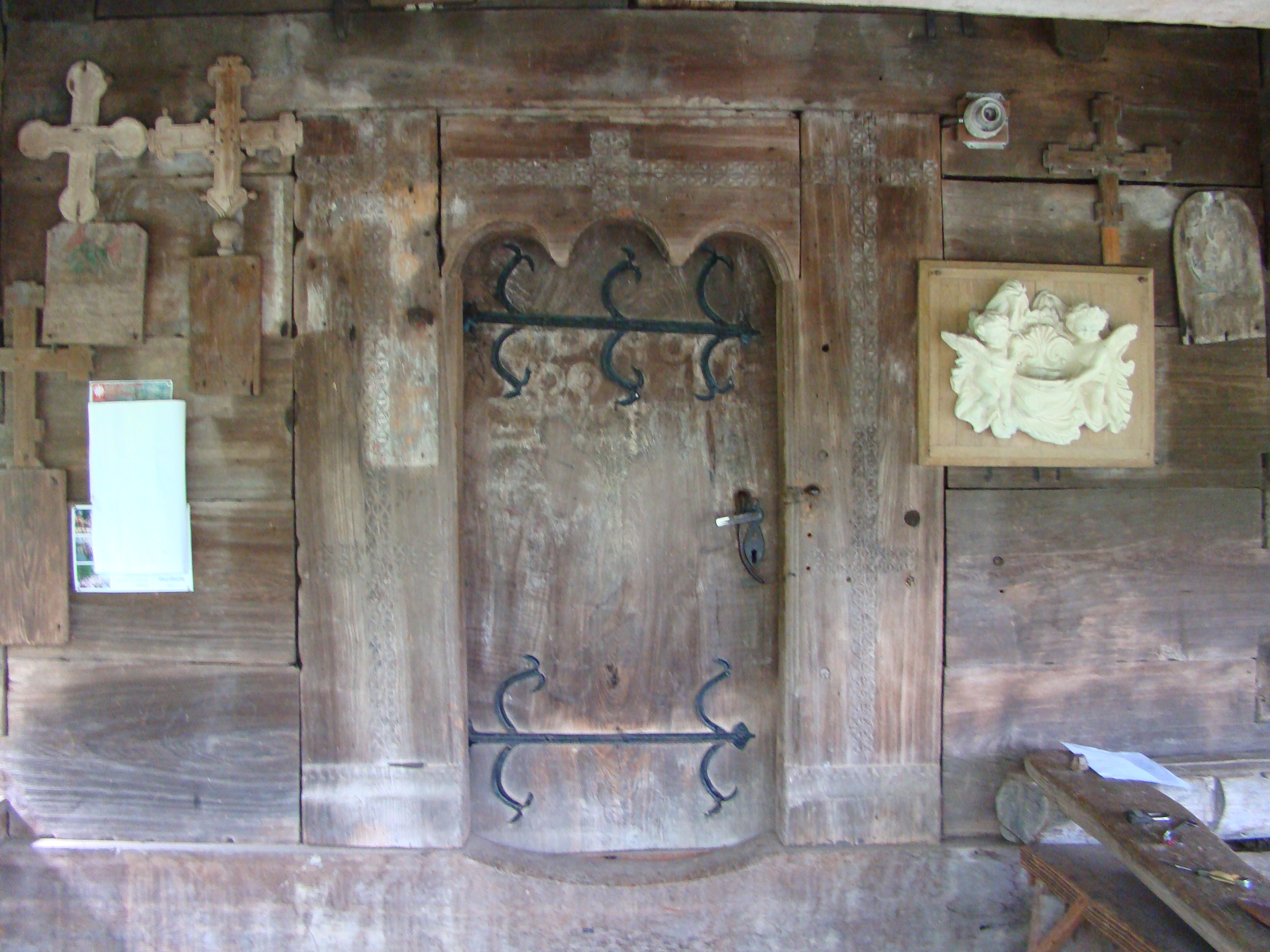
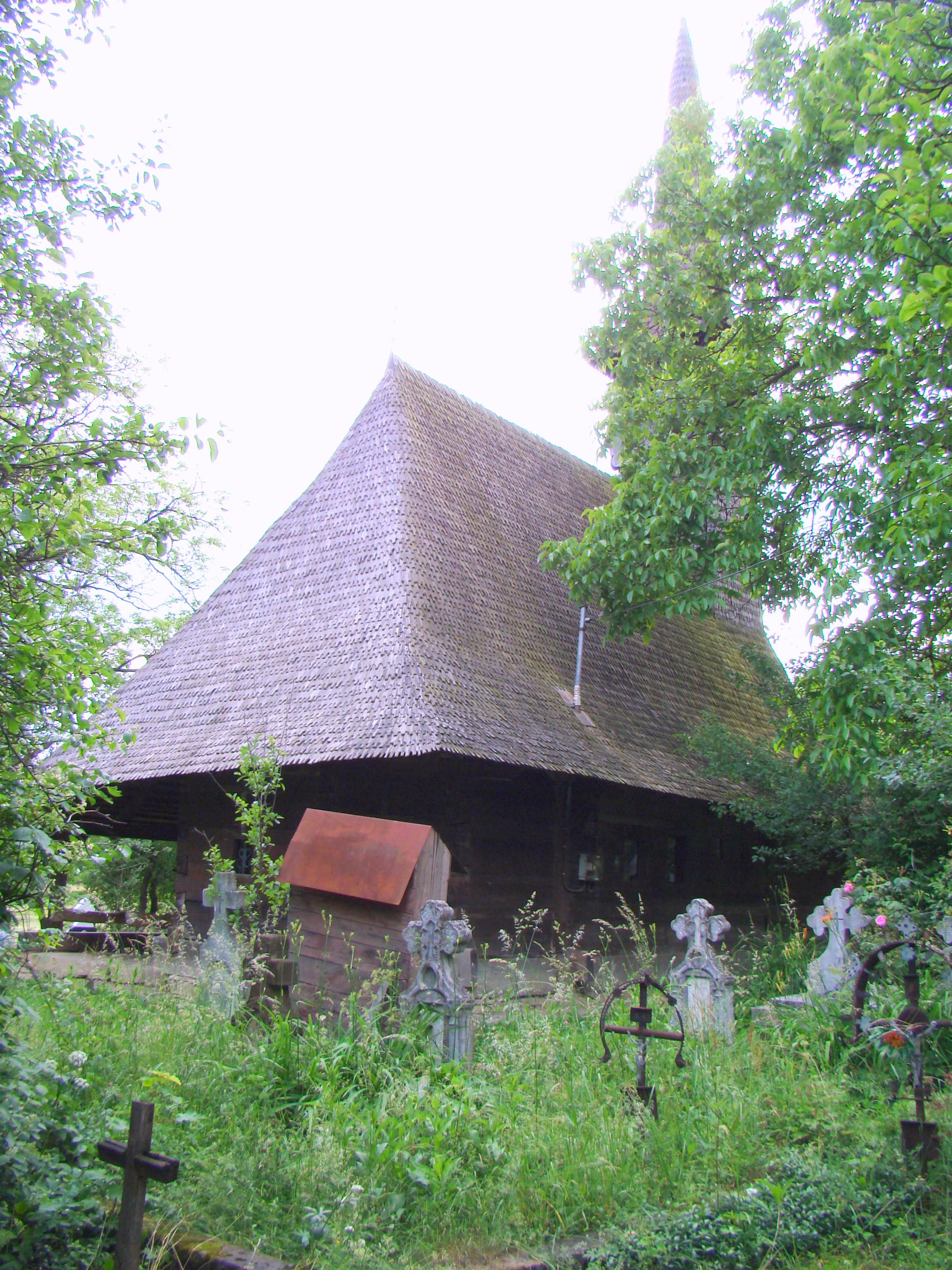
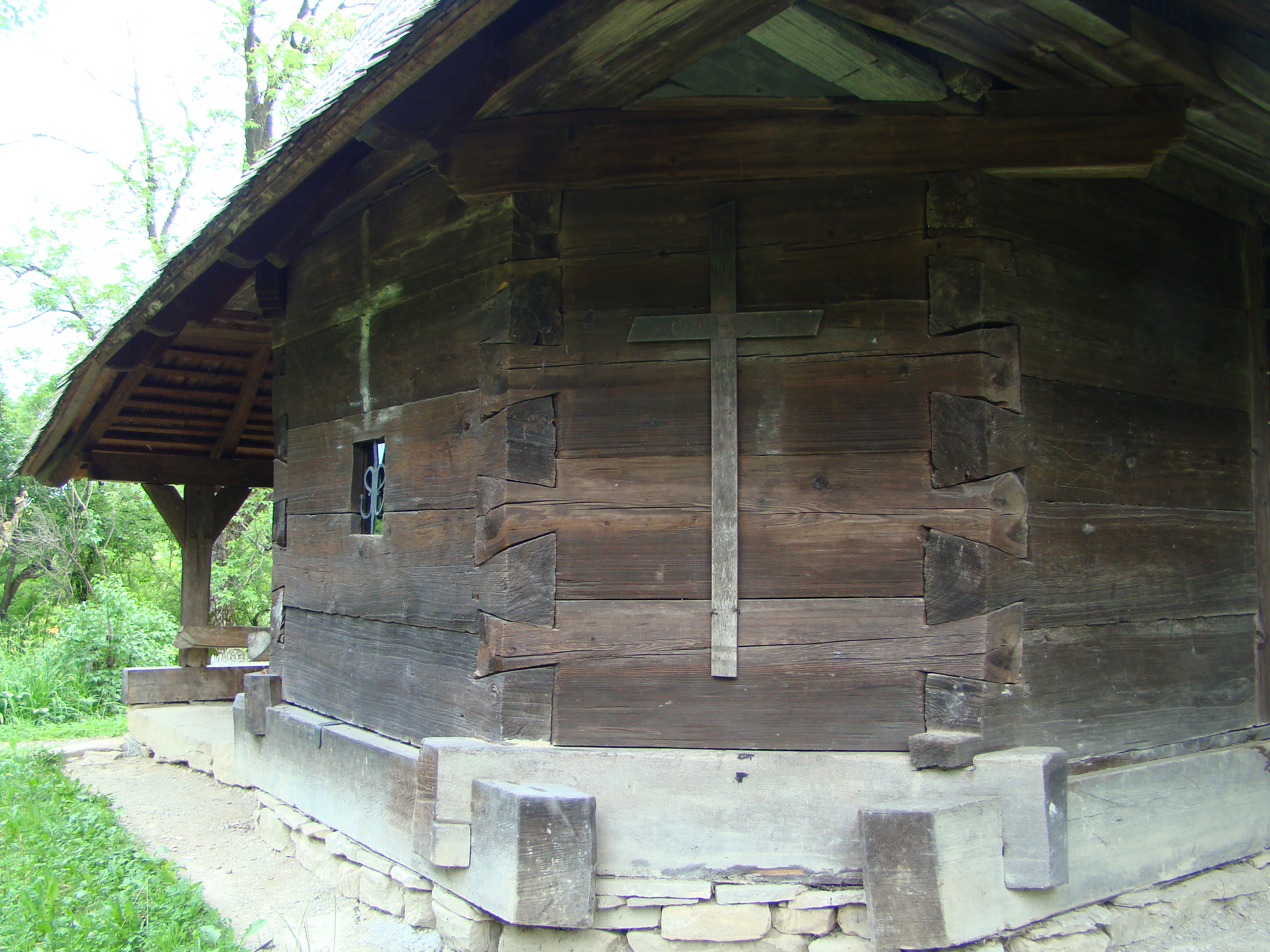
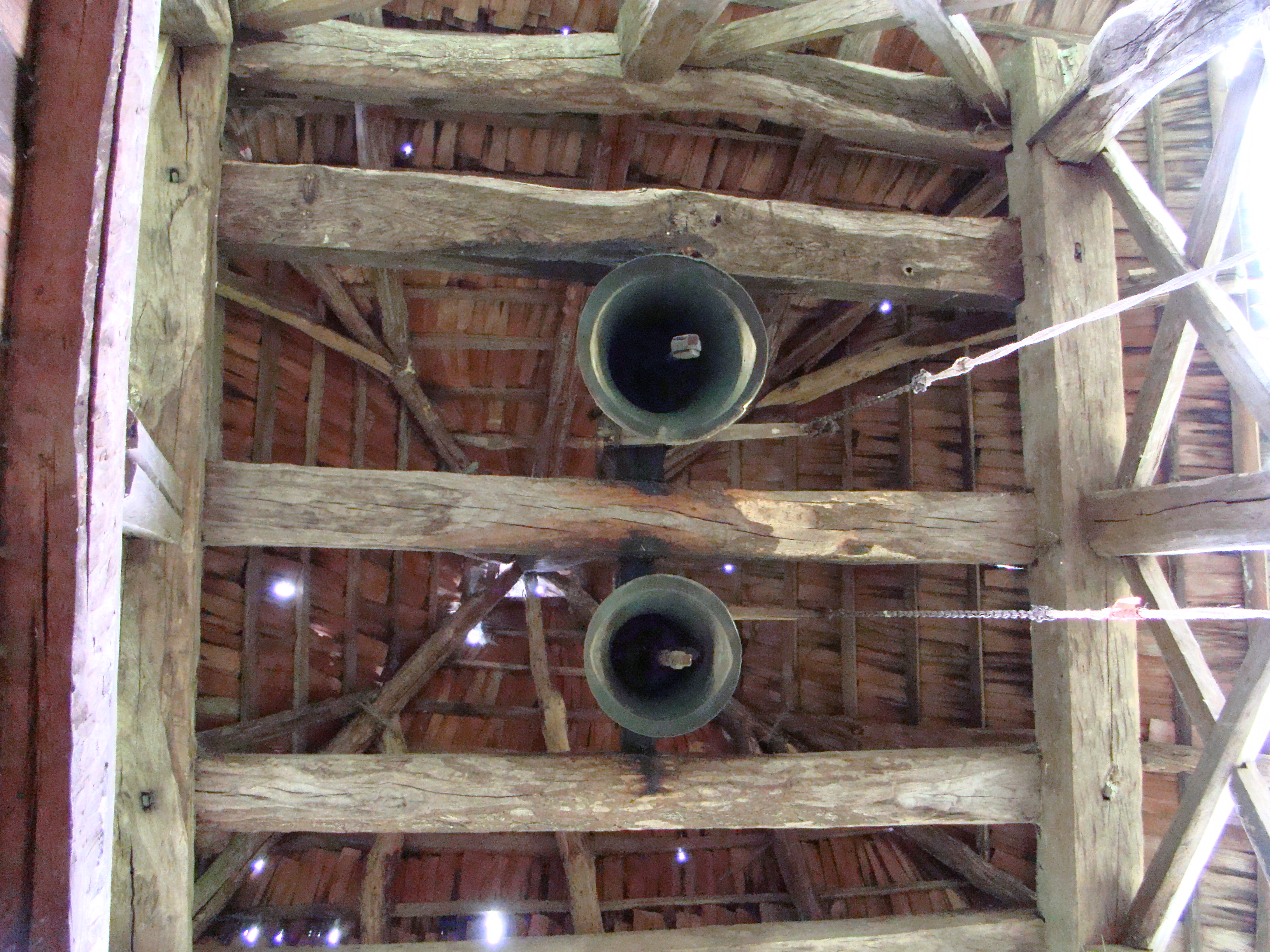
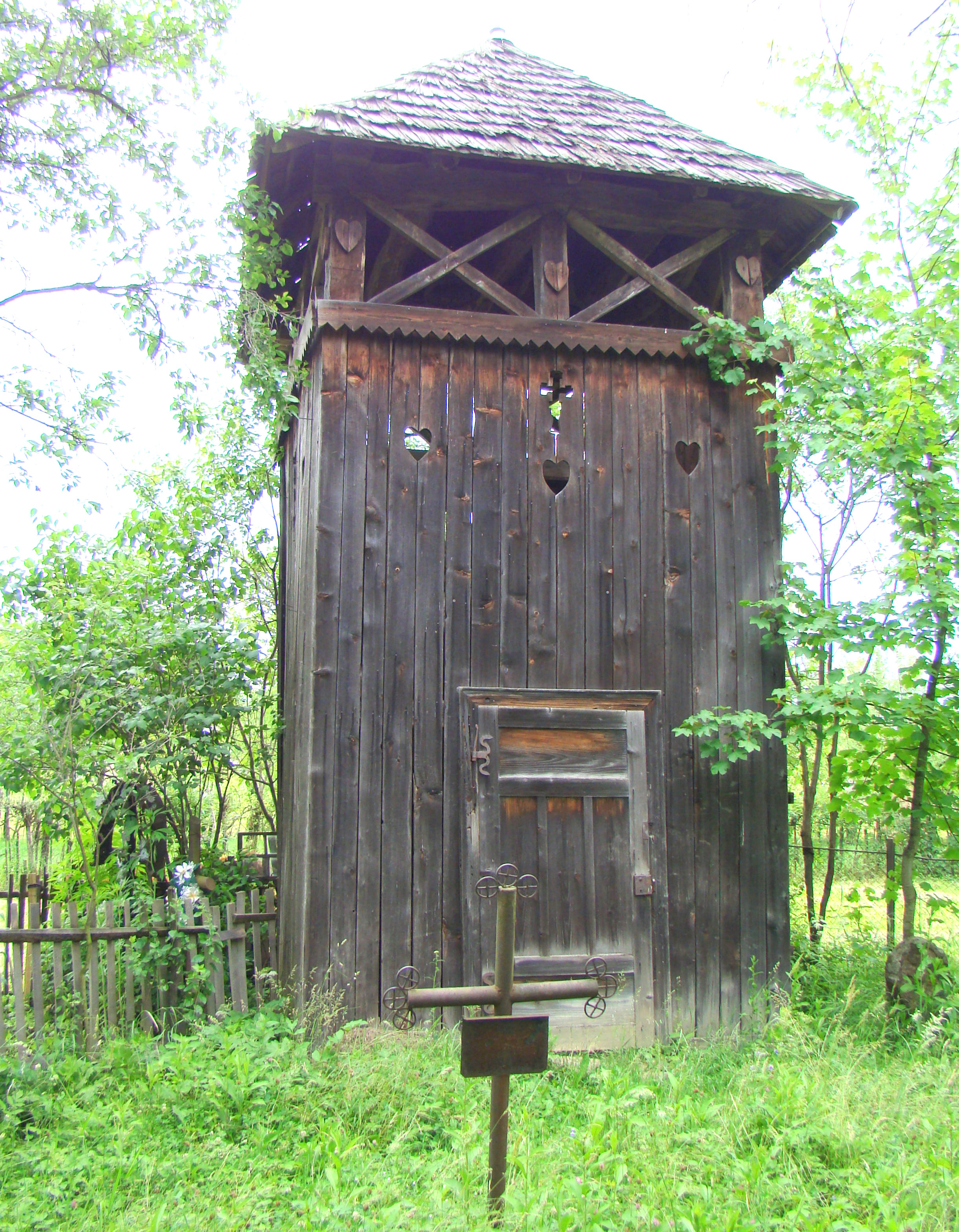
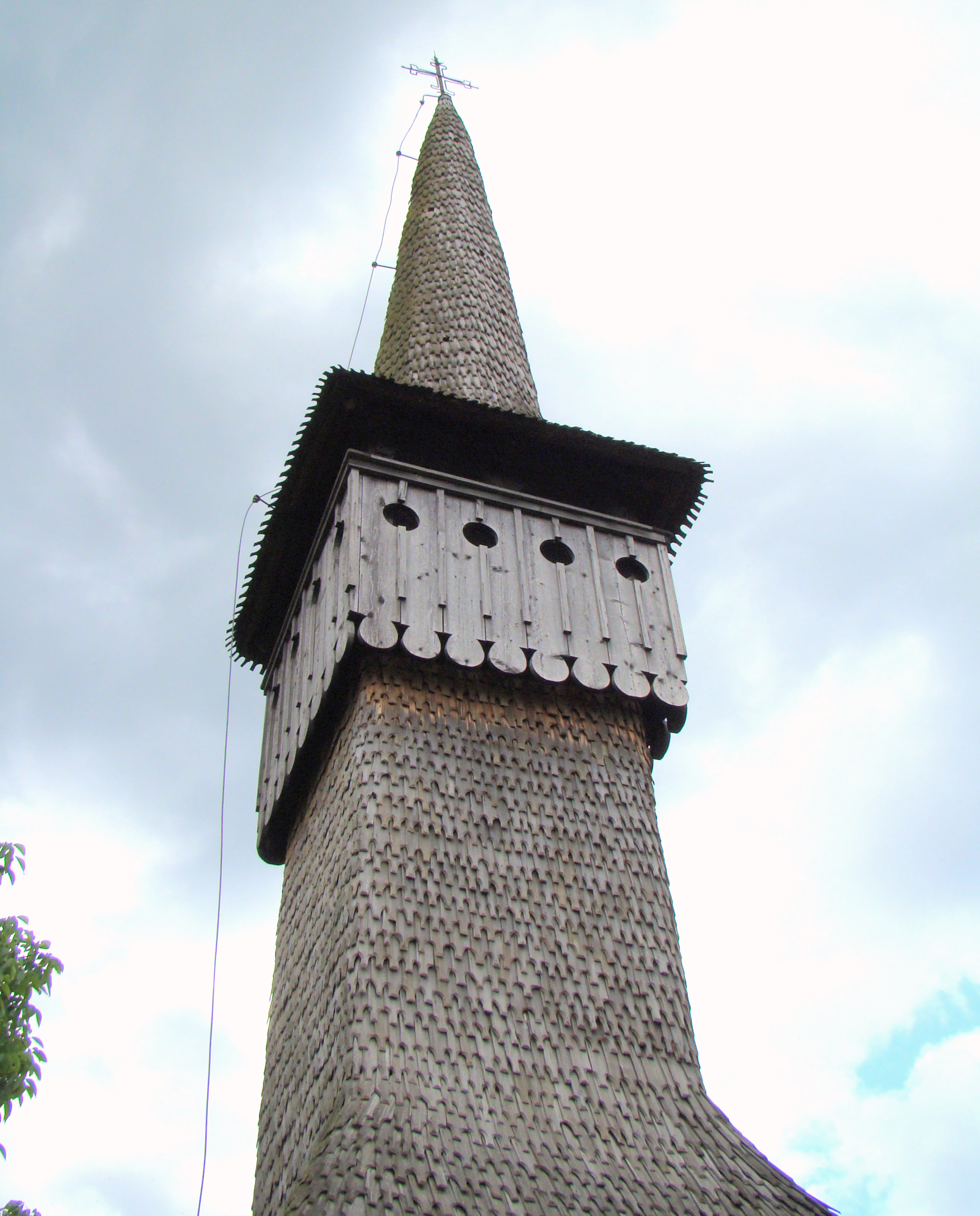
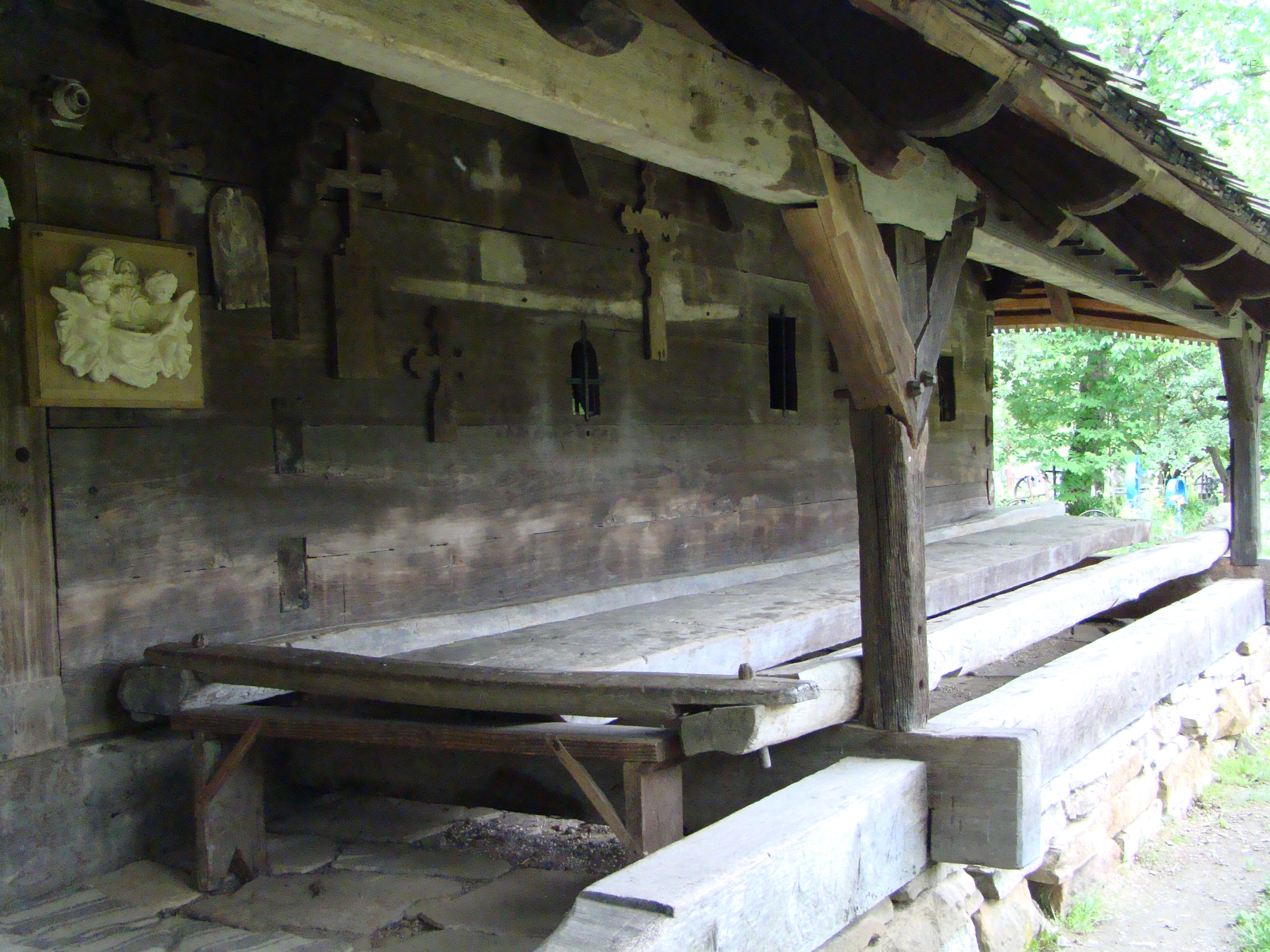
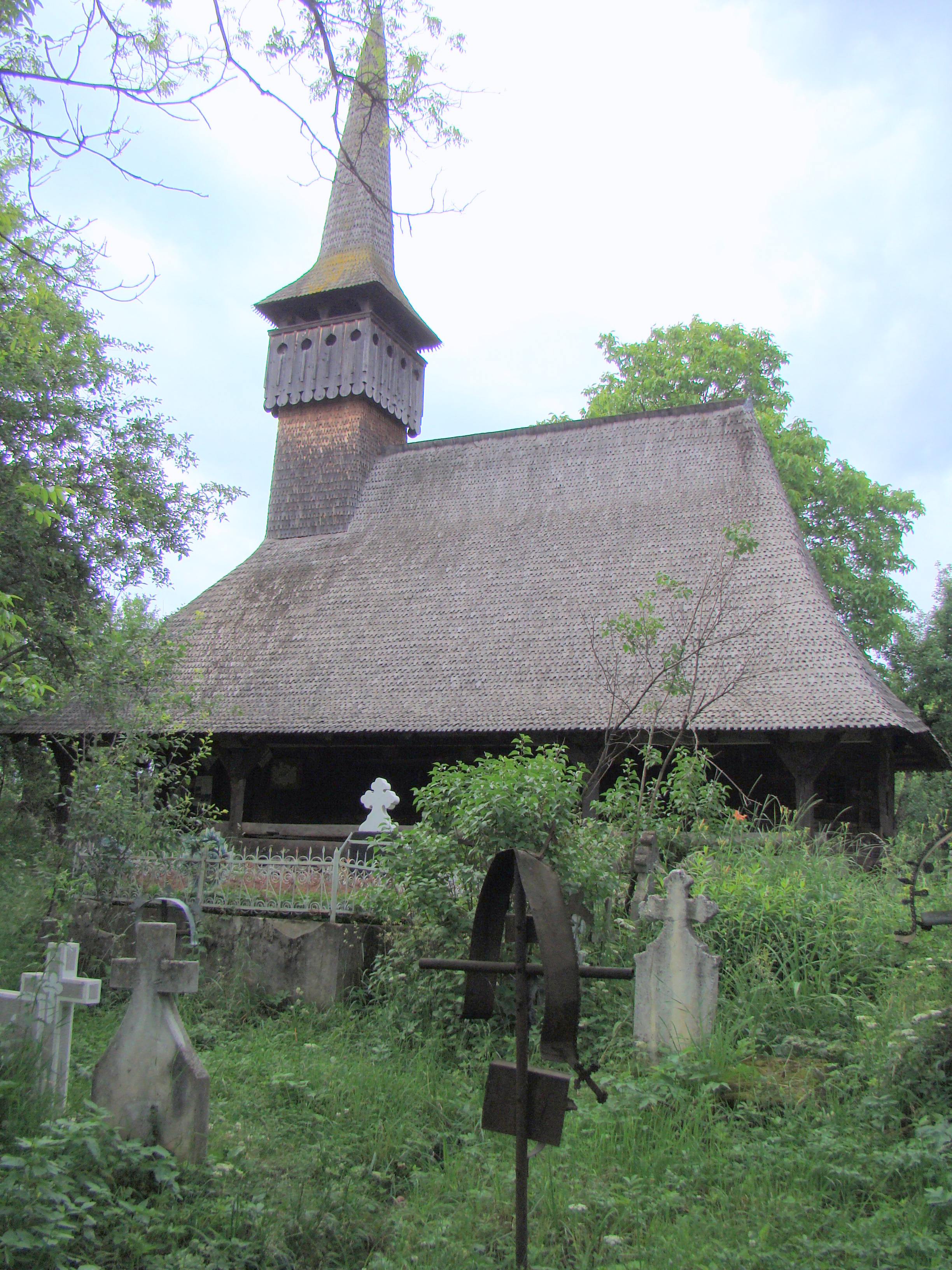
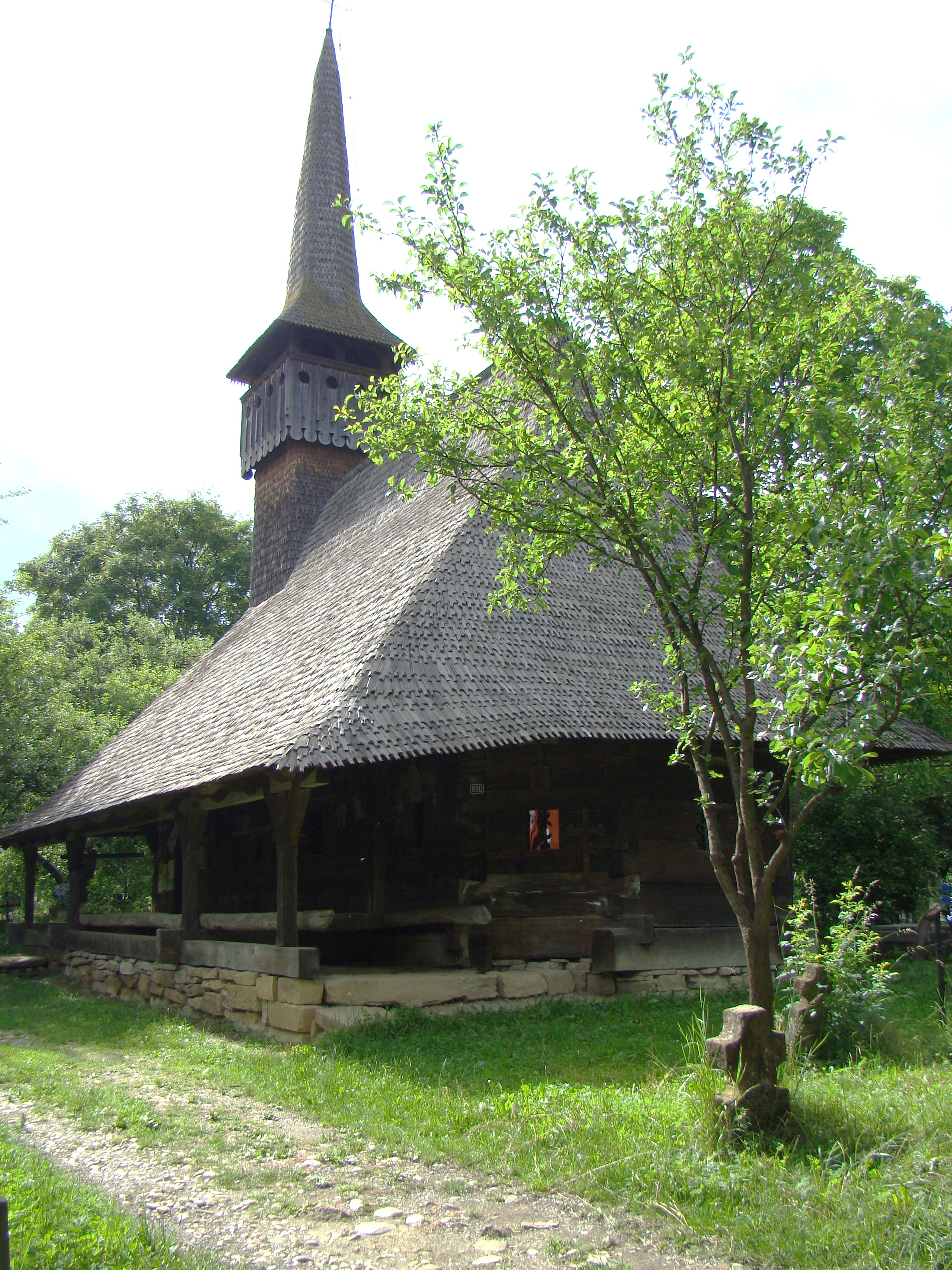

## Imagini din interior

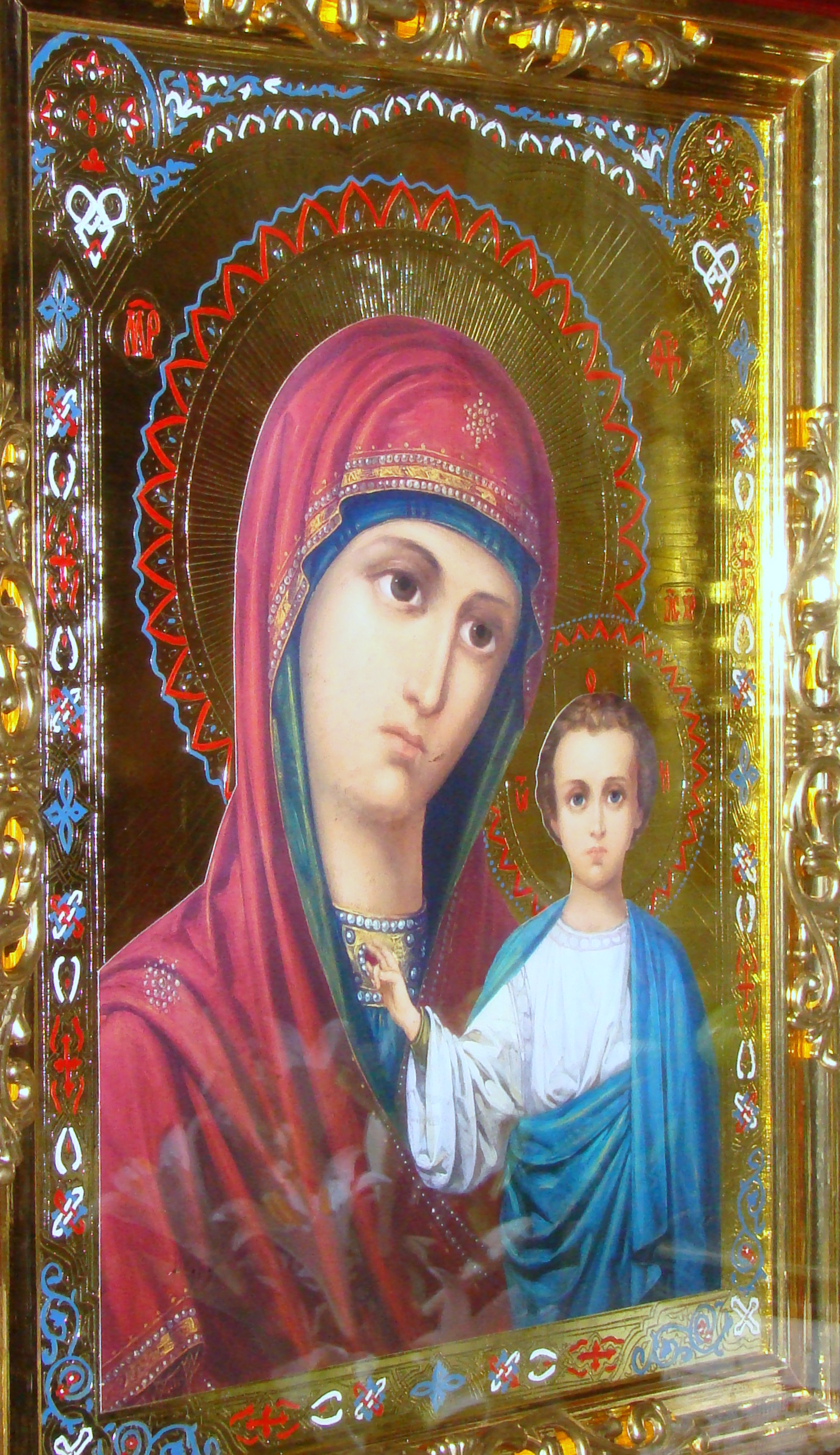
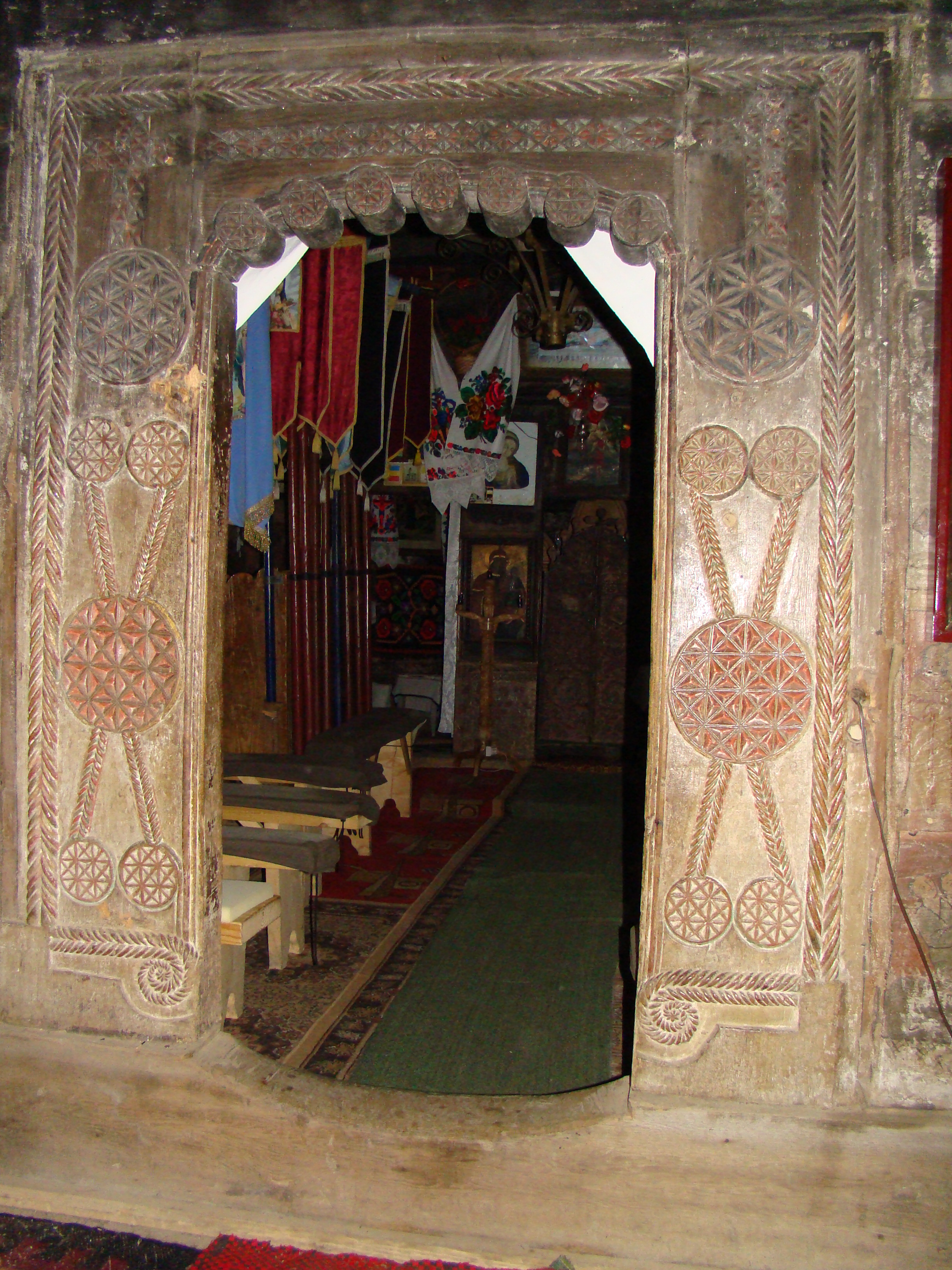
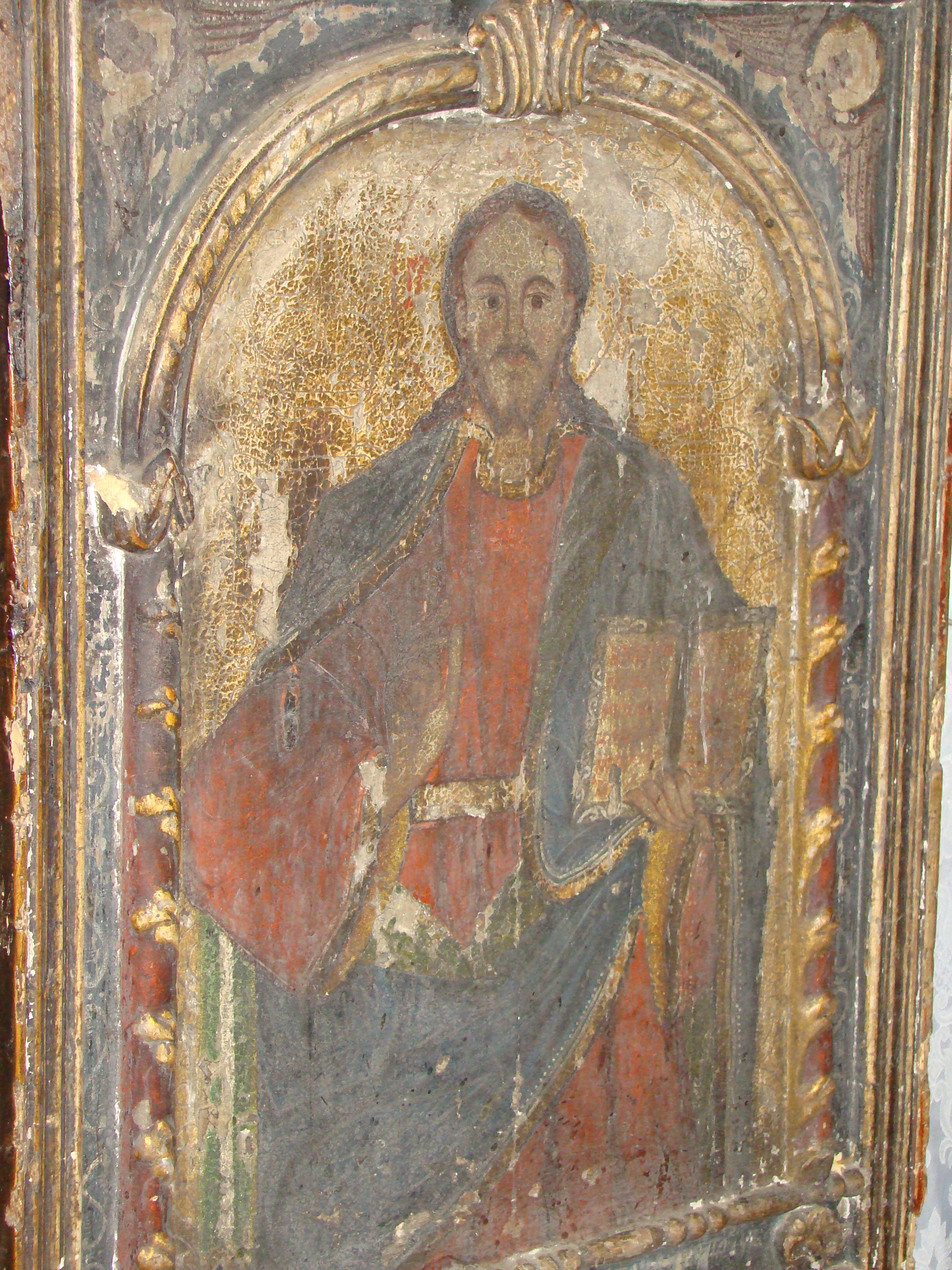
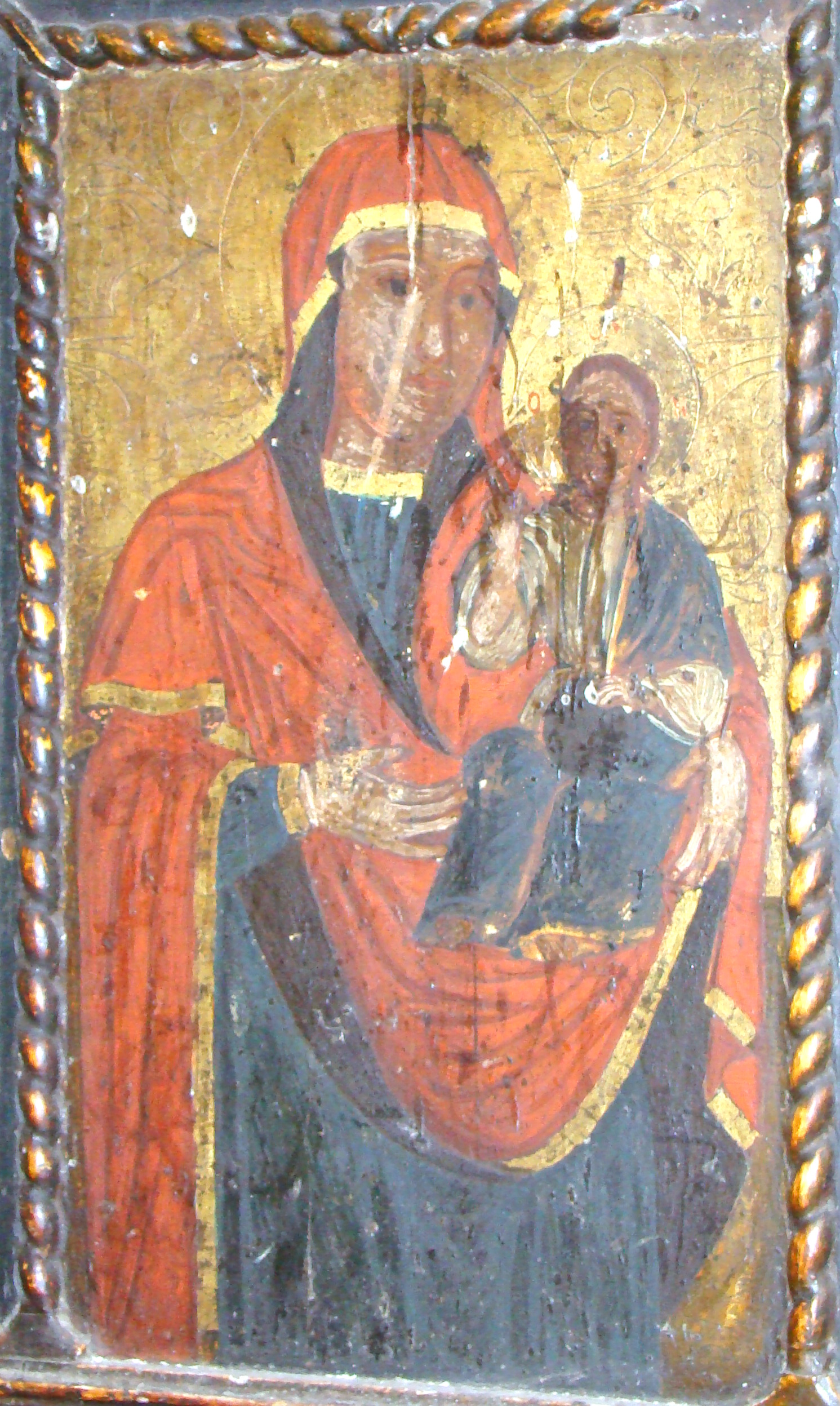
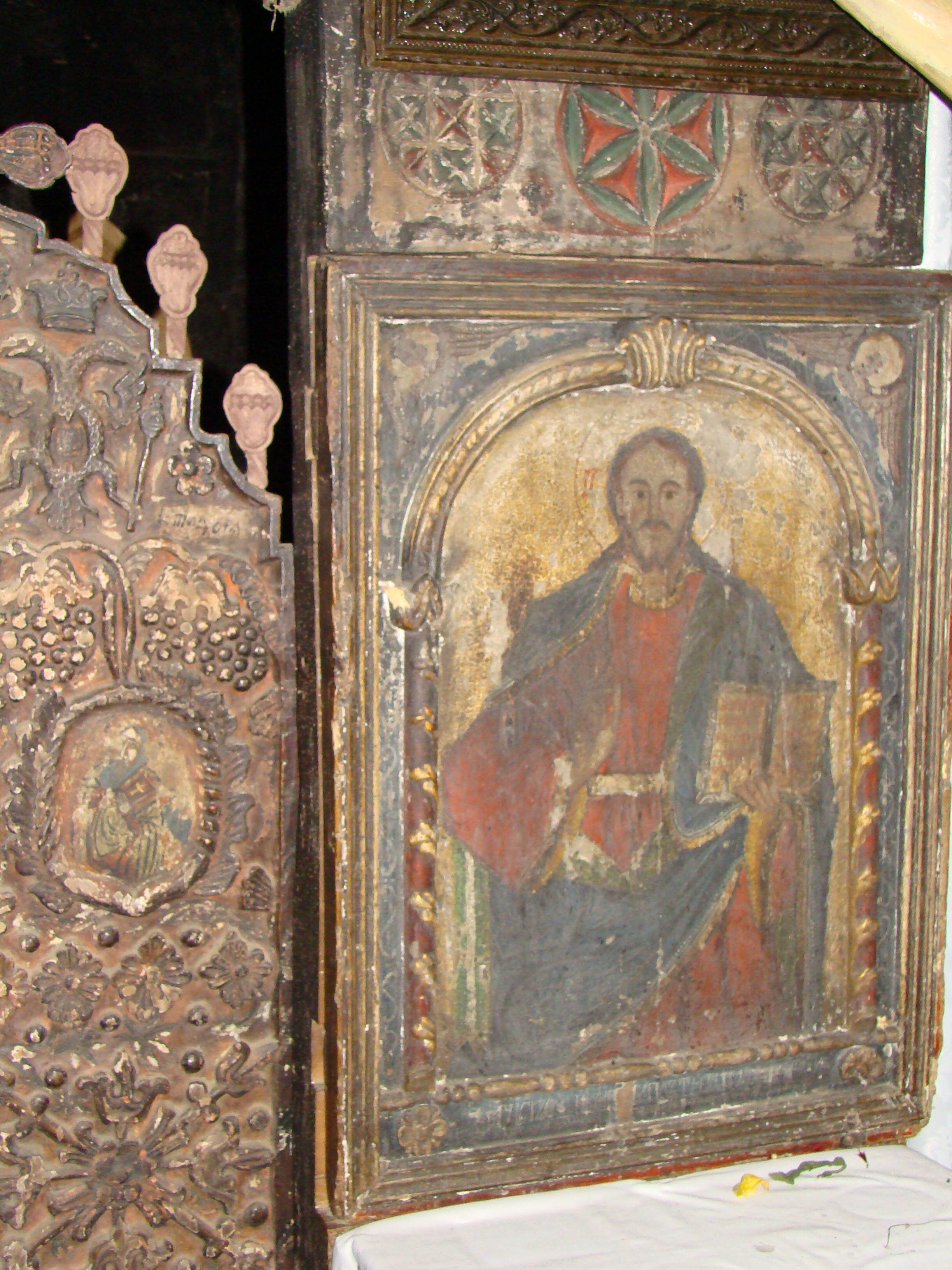
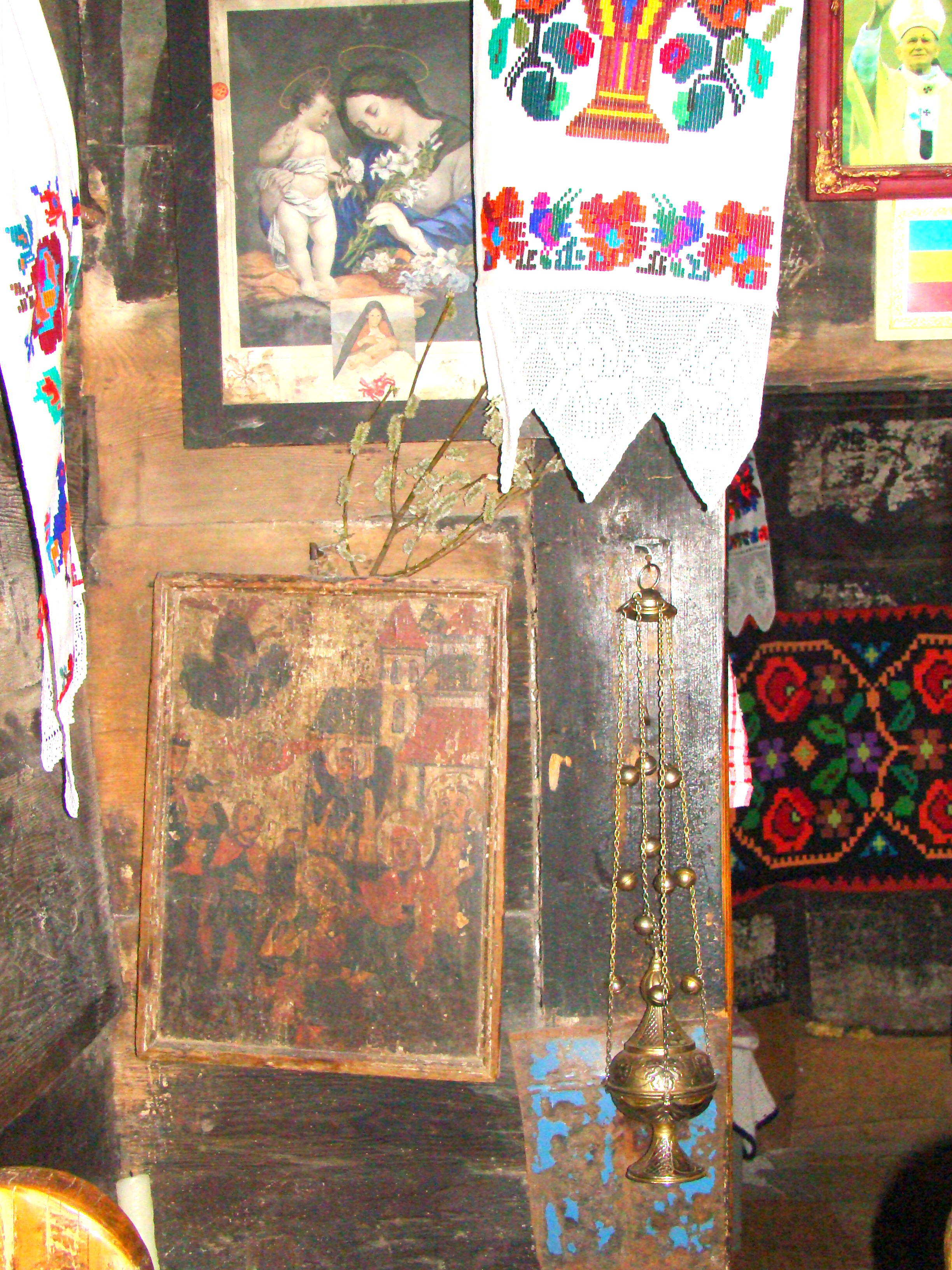
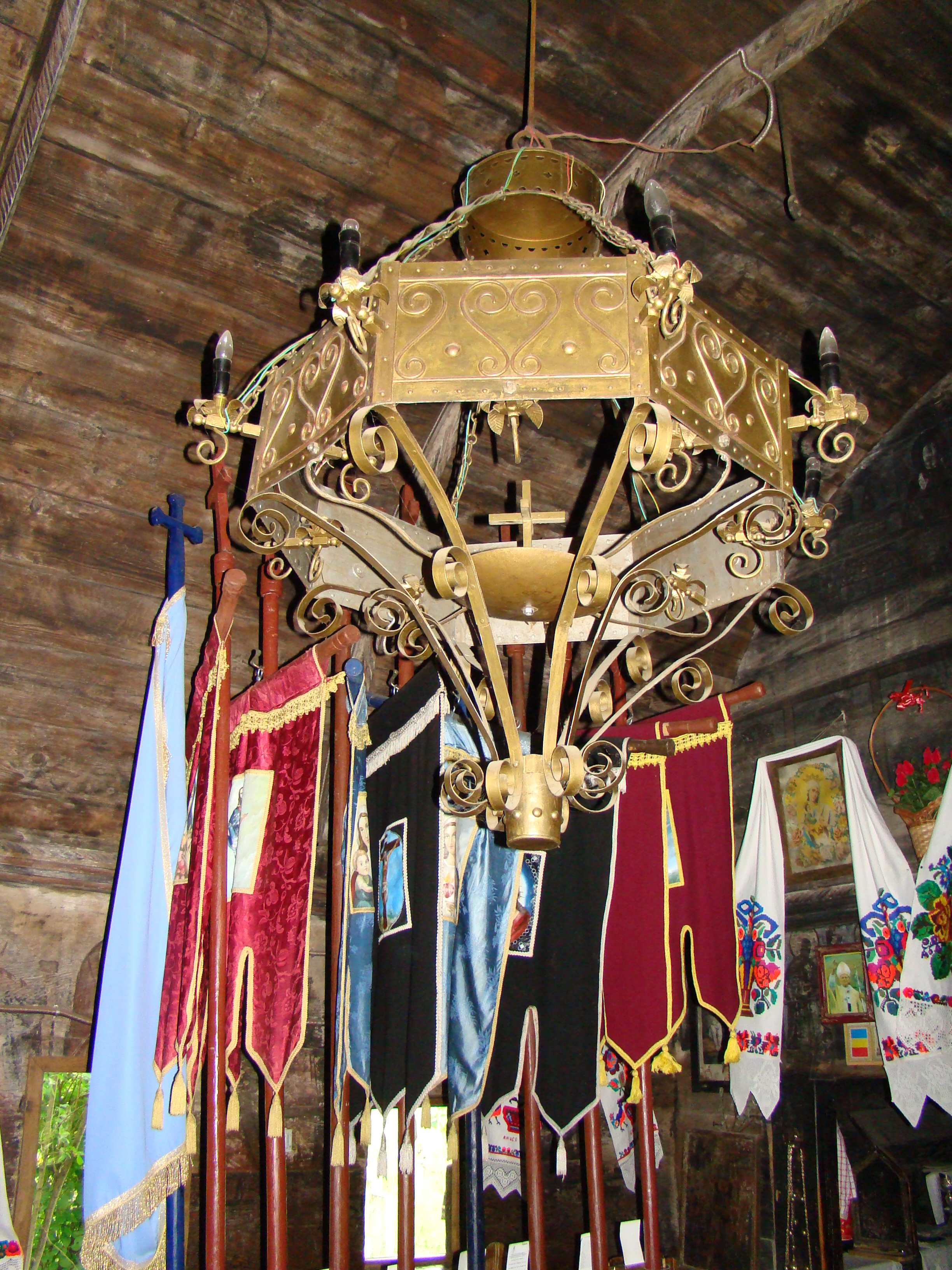
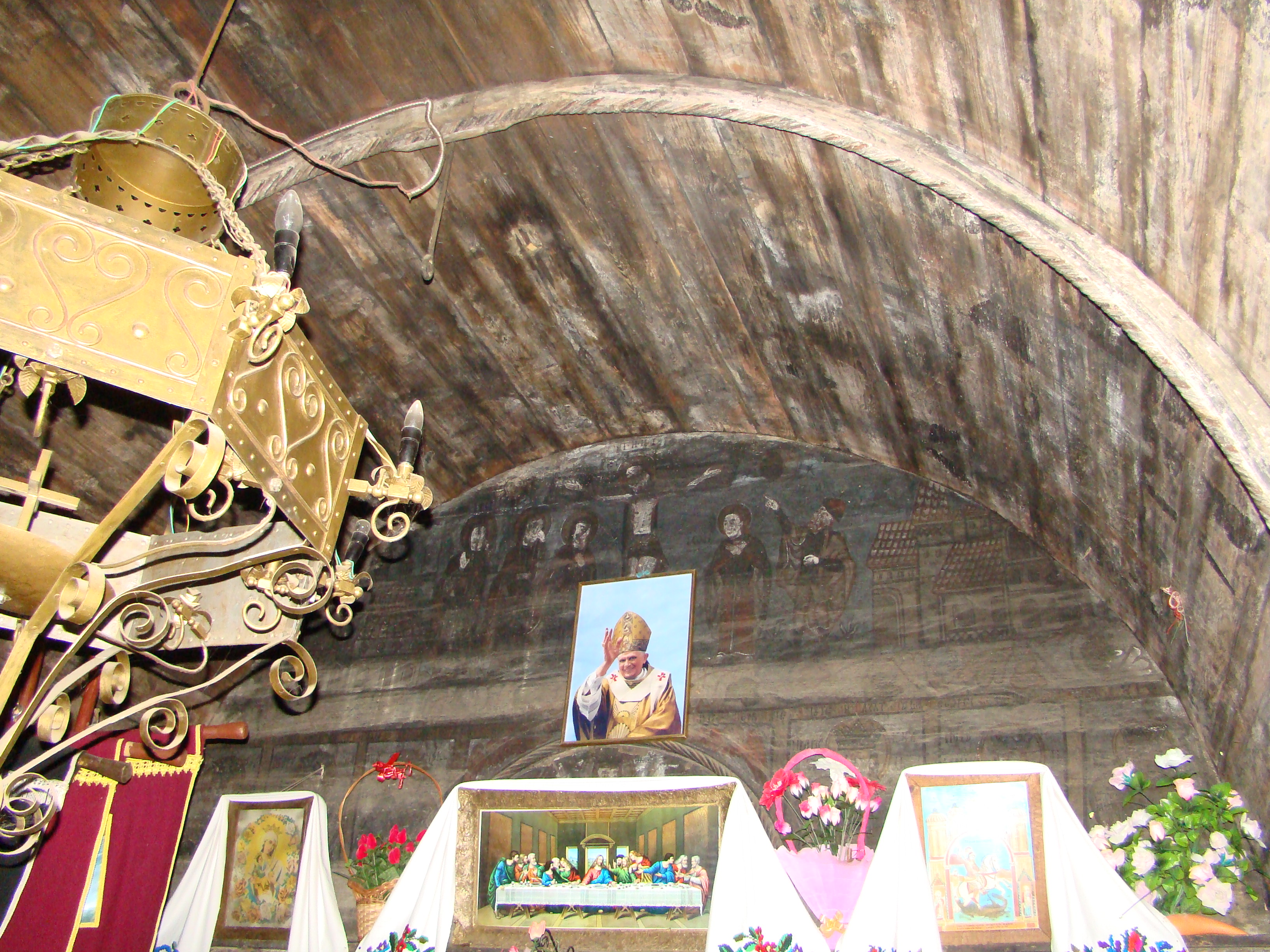
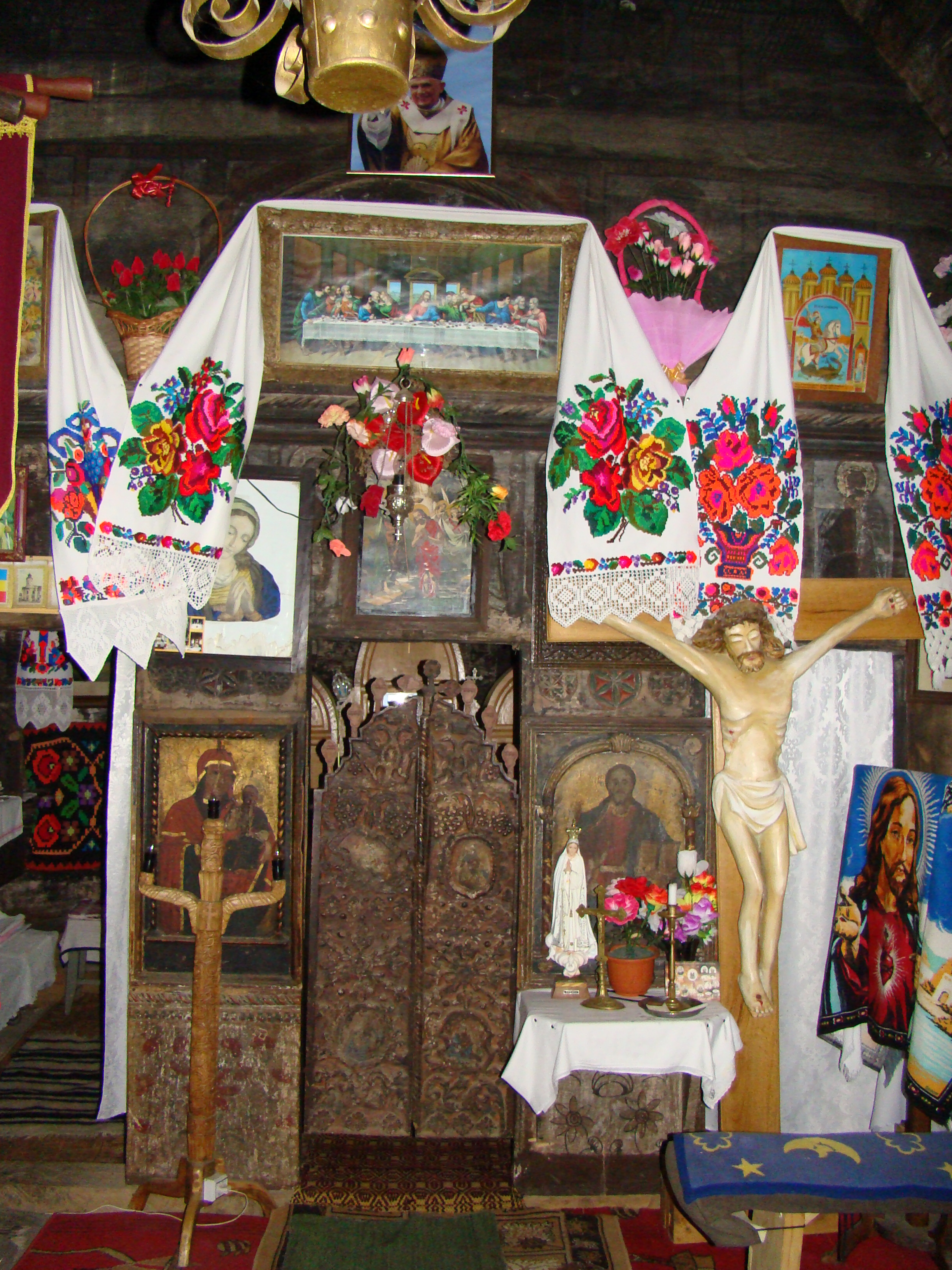
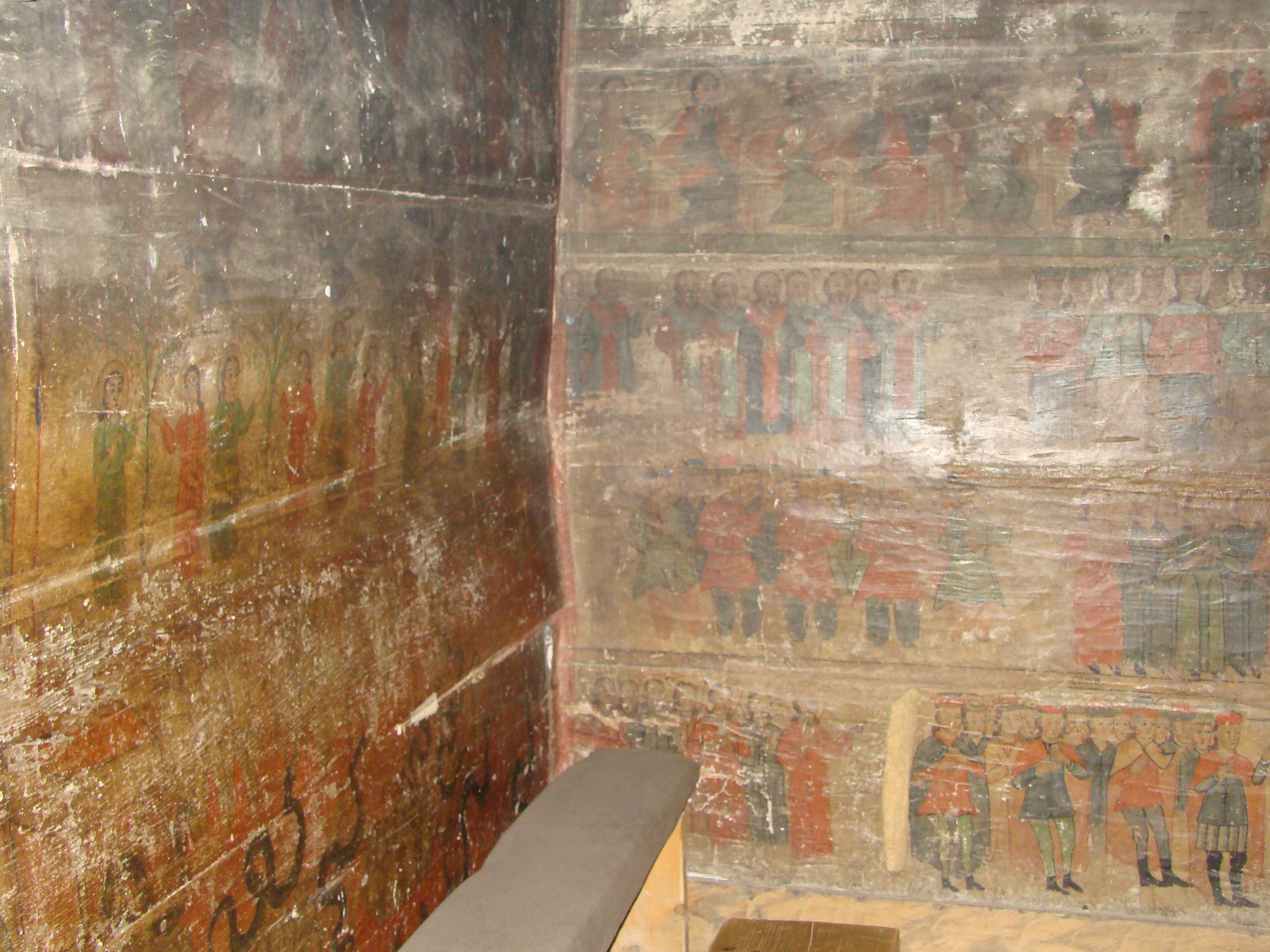
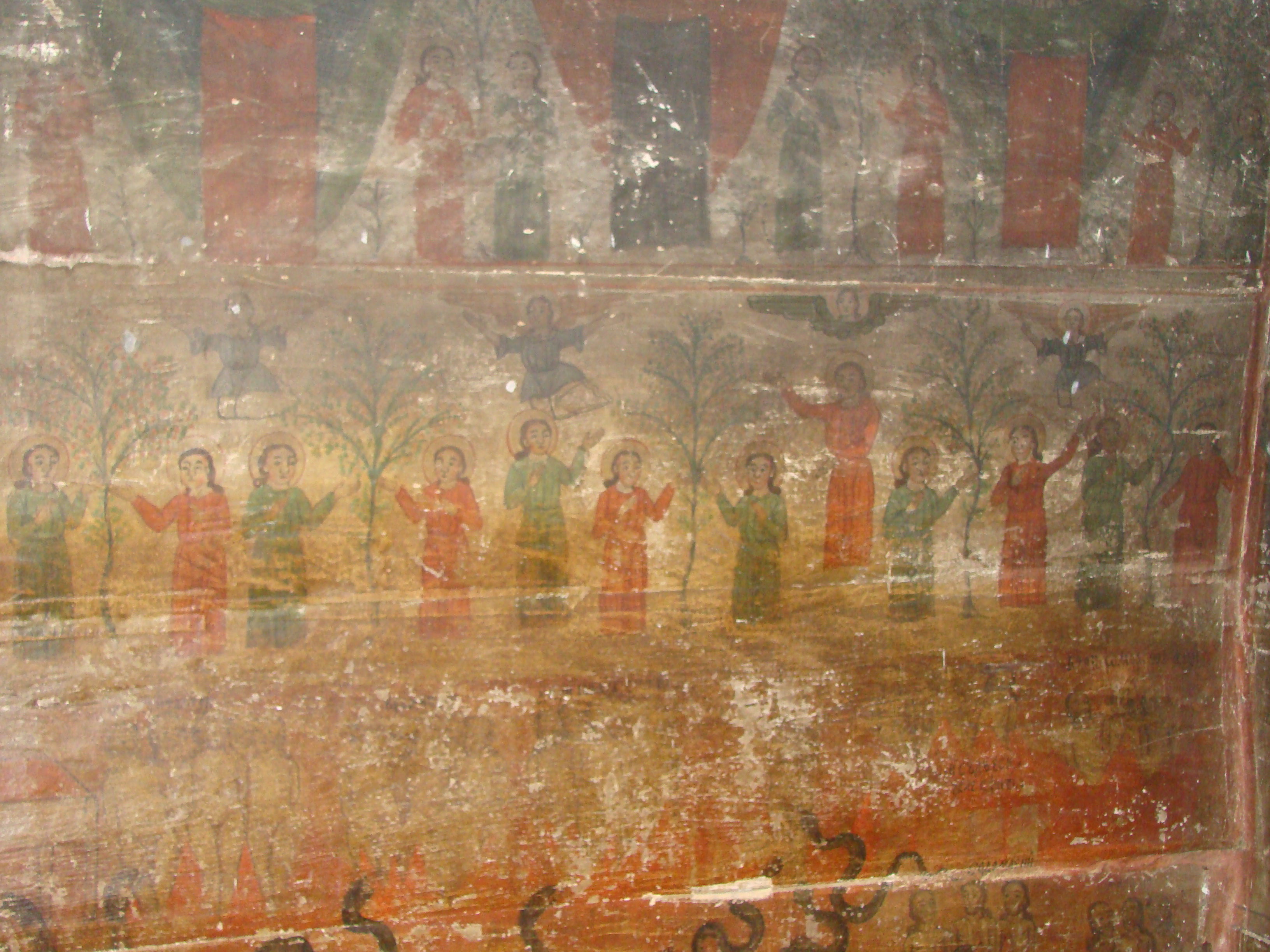
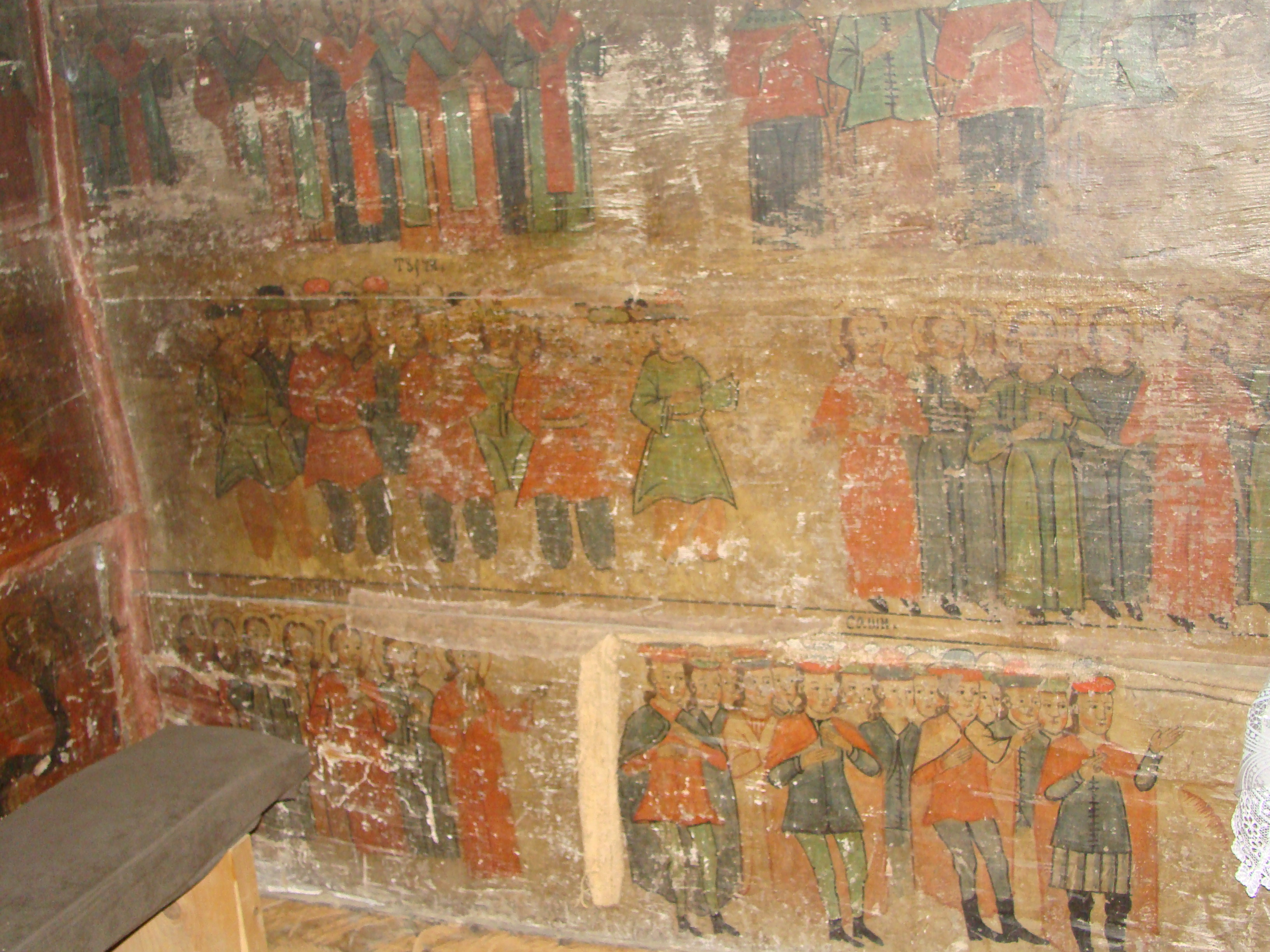
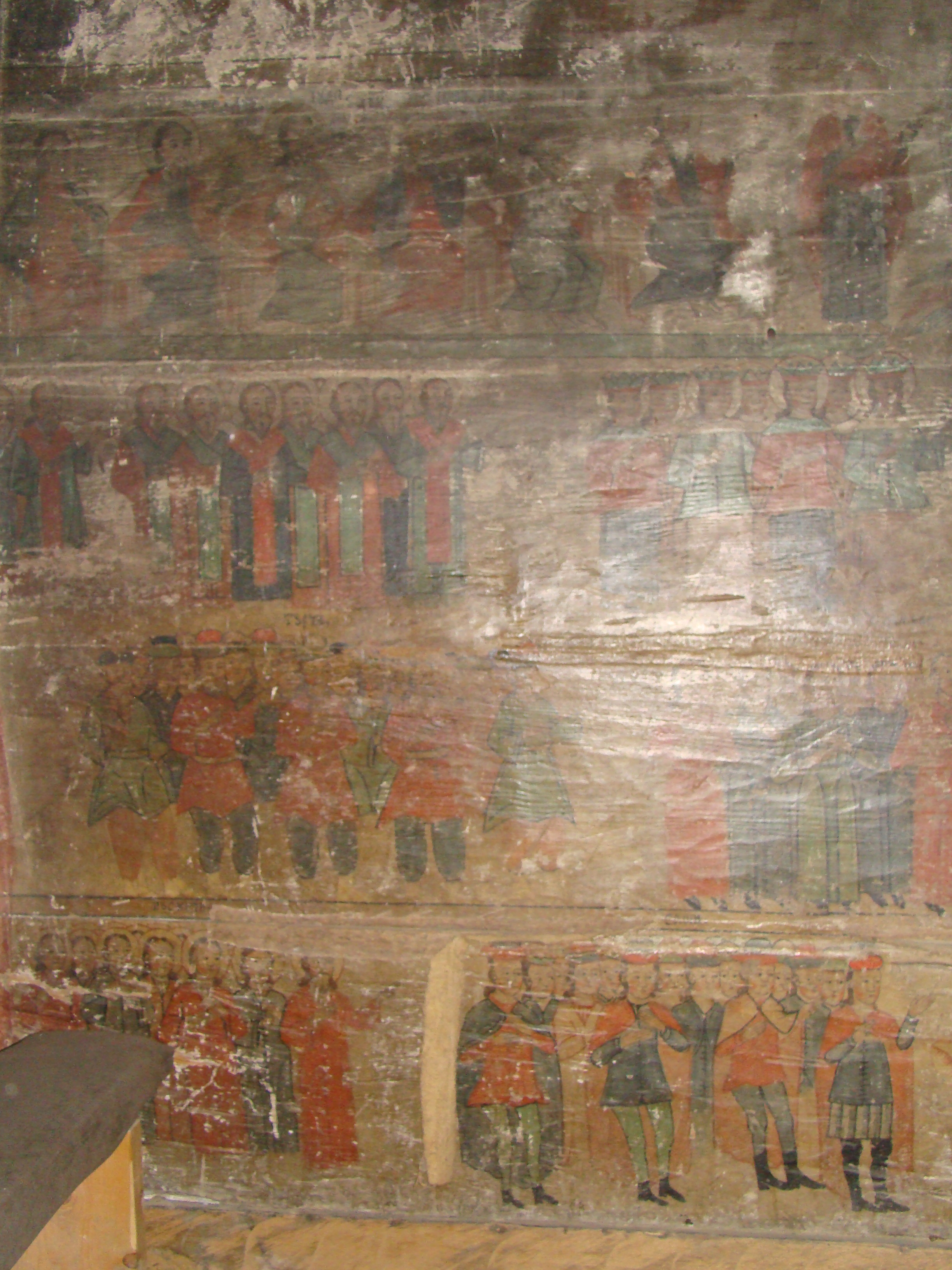